# Opilio multidentatus
Opilio multidentatus is een hooiwagen uit de familie echte hooiwagens (Phalangiidae).